# 布吕桑若
布吕桑若（法語：Blussangeaux，法語發音：[blysɑ̃ʒo]）是法国杜省的一个市镇，属于蒙贝利亚尔区。

## 地理
布吕桑若（47°25'47"N, 6°36'50"E）面积2.12 平方千米，位于法国勃艮第-弗朗什-孔泰大區杜省，该省份为法国东部内陆省份，北起上索恩省，西接汝拉省，东部及东南部与瑞士接壤，东北部与贝尔福地区省接壤。
与布吕桑若接壤的市镇（或旧市镇、城区）包括：杜河畔隆日韦勒、拉普雷蒂耶尔、圣莫里斯-科隆比耶。

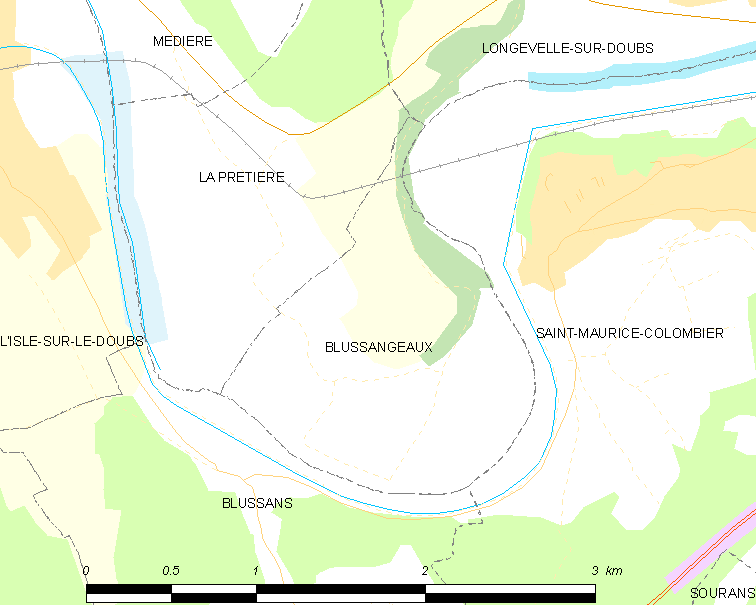
布吕桑若的OSM定位图

布吕桑若的时区为UTC+01:00、UTC+02:00（夏令时）。

## 行政
布吕桑若的邮政编码为25250，INSEE市镇编码为25066。

## 政治
布吕桑若所属的省级选区为巴旺县。

## 人口

1962-2008年间布吕桑若人口变化图示

布吕桑若于2022年1月1日时的人口数量为78人。